# Goshen (New York)
Goshen è un comune degli Stati Uniti d'America, situato nello stato di New York, nella contea di Orange.